# Cicindela pulchra
Cicindela pulchra este o specie de insecte coleoptere descrisă de Thomas Say în anul 1823. Cicindela pulchra face parte din genul Cicindela, familia Carabidae.

## Subspecii
Această specie cuprinde următoarele subspecii:
- C. p. dorothea
- C. p. pulchra